# Girolamo Frescobaldi
Girolamo Frescobaldi (n. 13 septembrie 1583, Ferrara, Statele Papale – d. 1 martie 1643, Roma, Statele Papale) a fost un compozitor italian, maestru al barocului timpuriu.